# Dulcinea (cràter)
Dulcinea és un cràter de l'asteroide del tipus Amor (433) Eros, situat amb el sistema de coordenades planetocèntriques a -76.1 ° de latitud nord i 272.9 ° de longitud est. Fa un diàmetre de 1.4 km. El nom va ser fet oficial per la UAI l'any 2003 i fa referència a Dulcinea del Toboso, dama imaginada per Don Quixot de la novel·la El Quixot, de Miguel de Cervantes Saavedra (Espanya, 1605).